# Anthostomella theobromina
Anthostomella theobromina är en svampart som beskrevs av Dulym., P.F. Cannon & Peerally 1998. Anthostomella theobromina ingår i släktet Anthostomella och familjen kolkärnsvampar.   Inga underarter finns listade i Catalogue of Life.